# ФК „Родъръм Юнайтед“
Футболен клуб „Родъръм Юнайтед“ е професионален клуб от град Родъръм, Южен Йоркшър, Англия. 
Основан през 1925 от съединението на Родъръм Каунти (1877) и Родъръм Таун (1899). Първоначално цветовете на клуба са жълто и черно, но през 1930 са сменени на червено и бяло. Клубът играе своите домакински мачове на Ню Йорк Стейдиъм. Присъединява се към Футболната пирамида през 1925 г., Родъръм прекарва първите 25 години в Трета дивизия Север, най-ниското ниво на Футболната лига, като печели промоция за Втора дивизия в края на сезон 1950 – 1951.